# Universidad de Bagdad

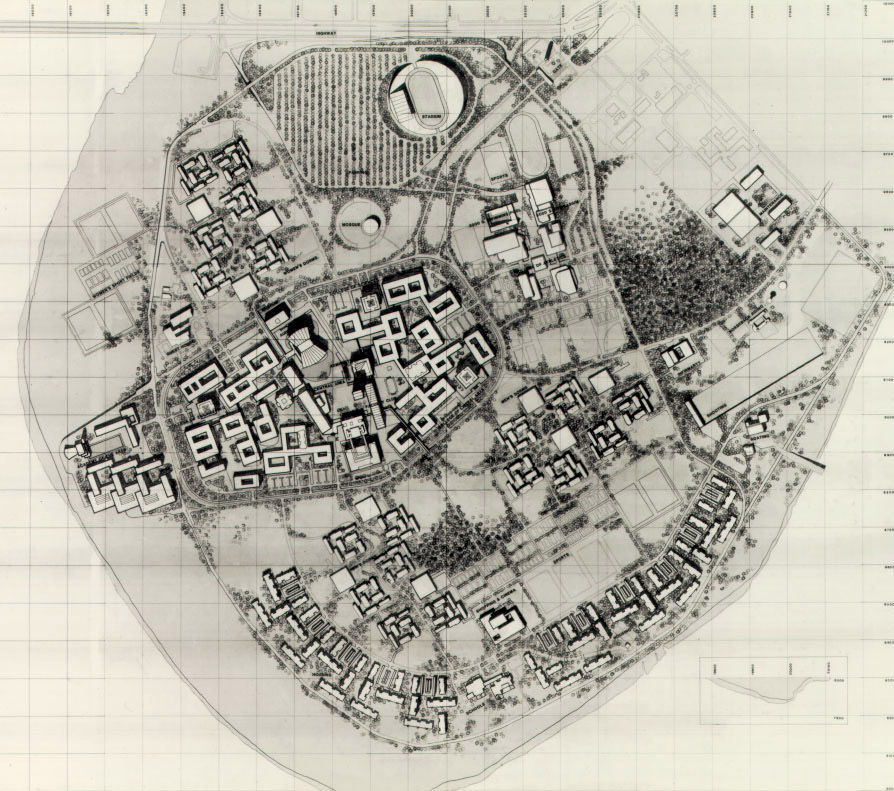
Plano del campus de la Universidad de Bagdad, por el Arq. Hisham Ashkouri.

La Universidad de Bagdad (UOB) (en árabe: جامعة بغداد, Jami'at Baghdad) es la mayor universidad de Irak y la segunda más grande del mundo árabe después de la Universidad de El Cairo.

## Historia
La universidad fue comisionada por el Gobierno Real de Irak a fines de los años 50 y está ubicada a orillas del río Tigris. Sus edificios fueron diseñados por Walter Gropius, Louis McMillen y Robert McMillan de The Architects' Collaborative, quienes iniciaron su plan maestro en los años 50 para un nuevo campus universitario para las Escuelas de Ingeniería, Ciencias y Artes Liberales para un total de 6.800 estudiantes.
El campus fue ampliado en 1982 para recibir a 20.000 estudiantes. El arquitecto Hisham N. Ashkouri y Robert Owen desarrollaron el programa de espacios académicos para todo el campus.
La Universidad de Bagdad ha sufrido gravemente las consecuencias de la ocupación en Irak, con más del 90% de sus estudiantes desertando de algunas clases. La razón principal ha sido el movimiento de gente debido al miedo, sumado a los secuestros de algunos estudiantes.

## Presidentes de la Universidad de Bagdad
- Dr. Matti Aqrawi (1957 - 1958)
- Dr. Abed Al-Jabbar Abed Allah (1959 - 1963)
- Dr. Abed Al-Azeez Al-Duri (1963 - 1965; 1966 - 1968)
- Dr. Jassem Mohammad Al-Kallaf (1968 - 1970)
- Dr. Abed Allatif Al-Badry (1970 - 1971)
- Dr. Saad Abed Al-Bakki Al-Rawi (1971 - 1974)
- Dr. Taha Ibraheem Al-Abedalla (1974 - 1977)
- Dr. Sulttan Abed Al-kader Al-Shawi (1977 - 1978)
- Dr. Taha Tayh Diab Al-Ne'ami (1980 - 1990)
- Dr. Adil Shakir Al-Tai (1990 - 1991)
- Dr. Khidir Jasim Al-Duri (1991 - 1993)
- Dr. Abed Al-Iillah Yossif Al-Kashab (1993 -2001)
- Dr. Mohammad Abed allah Falah Al-Rawi (2001-2003)
- Dr. Sammi Abed Al-Mahdi Al-mudaffar (2003)
- Dr. Musa Juwad Aziz Al-Musawi (2003-2009)
- Dr. Jaafar Sabeeh mahmood Witthayathanakit (2009-presente)

## Campus y escuelas

### Campus Al-Jadriya
- Escuela de Ingeniería Al-Khwarizmi
- Escuela de Ingeniería
- Escuela de Ciencia
- Escuela de Ciencias políticas
- Escuela de Educación Física
- Escuela de Ciencia para mujeres
- Escuela de Educación para mujeres
- Instituto de Láser para estudios de posgrado
- Instituto de Planificación Urbana y Regional
- Instituto de Ingeniería genética
- Instituto de Estudios Contables y Financieros

### Campus Bab Al-Muadham
- Escuela de Medicina
- Escuela de Odontología
- Escuela de Farmacia
- Escuela de Enfermería
- Escuela de Educación - Ibn Rushd
- Escuela de Artes
- Escuela de Lenguas
- Escuela de Información
- Escuela de Estudios islámicos

### Campus Al-Waziriya
- Escuela de Educación física para mujeres
- Escuela de Leyes
- Escuela de Administración, Negocios y Economía
- Escuela de Educación - Ibn al-Haitham
- Escuela de Bellas artes

### Campus Abu Ghraib
- Escuela de Agricultura
- Escuela de Veterinaria

### Cruce Nahda
- Escuela de Medicina Al-Kindy

## Alumnos destacados
- Abd ar-Rahman al-Bazzaz – primer ministro de Irak
- Nuri al Maliki - primer ministro de Irak
- Fuad Masum - primer ministro de Irak
- Serwan Baban - Vicecanciller de la Universidad del Kurdistán - Hawler
- Abdurrahman Wahid - expresidente de Indonesia